# Soledad (Kolumbia)
Soledad – miasto w północnej Kolumbii, w departamencie Atlántico, nad rzeką Magdalena, w zespole miejskim miasta Barranquilla. Według spisu ludności z 30 czerwca 2018 roku miasto liczyło 602 644 mieszkańców.
Miasto jest ośrodkiem handlowym regionu upraw kukurydzy, bawełny, sorgo, bananowca oraz hodowli zwierząt. W Soledad funkcjonuje międzynarodowy port lotniczy Ernesto Cortissoz.